# 马里-让·埃罗·德·塞谢勒
马里-让·埃罗·德·塞谢勒（法語：Marie-Jean Hérault de Séchelles，法語發音：[maʁi ʒɑ̃ eʁo də seʃɛl]，1759年9月20日—1794年4月5日），法国大革命时期的法官和政治人物。其于1794年处决于断头台。